# T17獵鹿犬
T17獵鹿犬（英語：T17 Deerhound）及T17E1是二戰時期的美軍裝甲車，美軍並沒有把它放在前線，但T17E1獵鹿犬（T17E1 Staghound）被英軍及英聯邦國家在二戰中使用。
註解：Deerhound英語是蘇格蘭獵鹿犬，Staghound 是美洲獵鹿犬。

## 歷史
1941年7月，美軍軍械署要求裝備中型裝甲車，福特汽車設計一種6 x 6試驗型T17，而雪佛蘭設計出4 x 4試驗型T17E1，兩种皆在轉動炮塔上裝有37毫米主炮、同軸機槍及車頭的機槍，部份T17E1加裝防空機槍。T17及T17E1項目在1942年10月開始生產，但軍方選擇了更輕型的M8灰狗裝甲車，T17停止生產，只制造了250架，全數解除武裝並交給憲兵使用，但T17E1仍然亦英國繼續生產。
英國把T17命名為Deerhound，T17E1命名為Staghound。
獵鹿犬（Staghound）的設計創新，裝有兩個6汽缸引擎，可協調兩個驅動軸的自動變速器，兩個引擎可獨立關閉，電動炮塔轉向系統使37毫米主炮更穩定。

## 使用國
澳大利亞、比利時、巴西、加拿大、古巴、丹麥、宏都拉斯、印度、以色列、黎巴嫩、荷蘭、紐西蘭、尼加拉瓜、羅德西亞／辛巴威、沙烏地阿拉伯、南非、瑞士。

## 衍生型

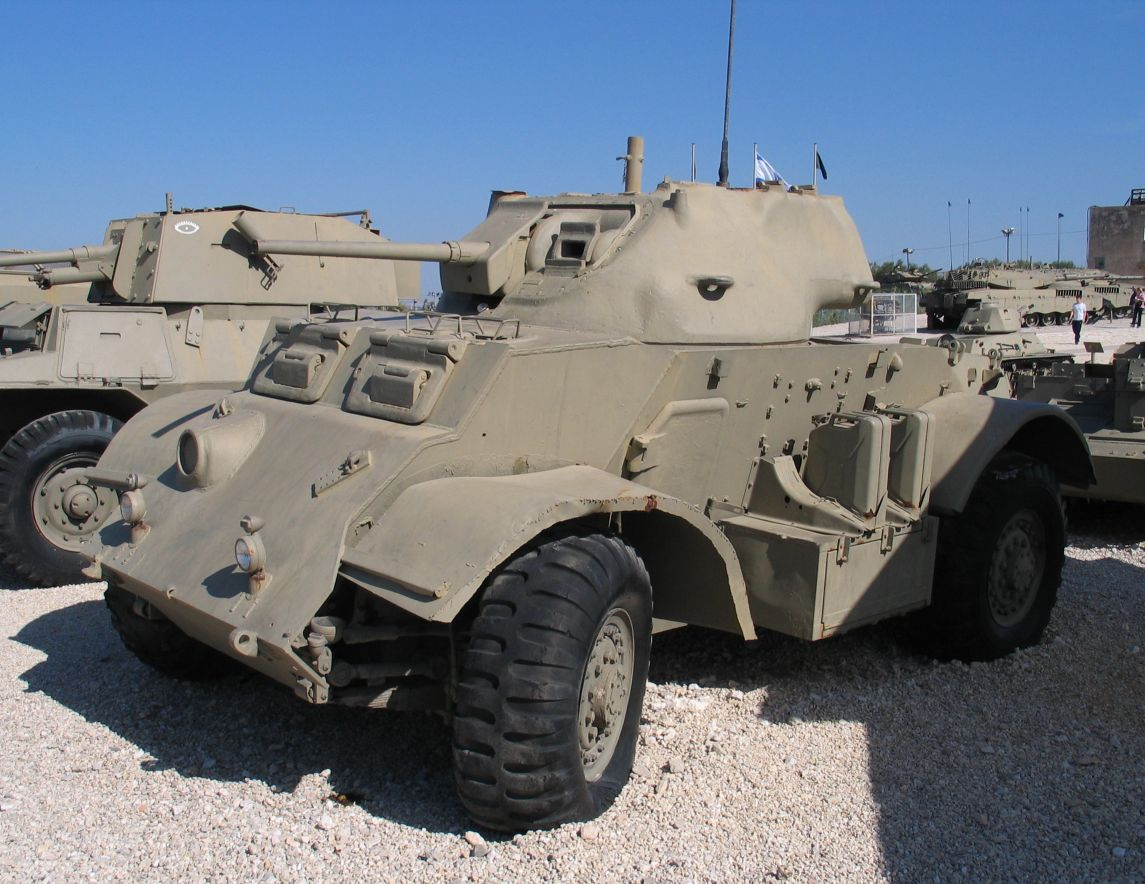
T17E1

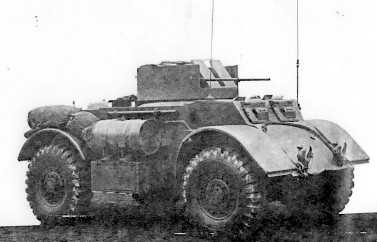
T17E2獵鹿犬防空型

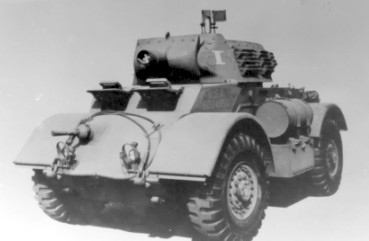
T17E3

- T17: 6x6 版本，福特制造，共生產250架。
- T17E1: 4x4 版本，雪佛蘭制造，提供給英軍，共生產2687 - 2844架。

獵鹿犬Mk I
在1943年後期裝備義大利作戰的英國第八陸軍，澳大利亞、加拿大、紐西蘭、印度、比利時亦有裝備。
獵鹿犬Mk II
炮塔裝有3寸榴彈砲作步兵近戰支援火力。
獵鹿犬Mk III
裝有十字軍坦克的QF 75毫米砲及移除機槍，用於支援重火力部隊，共生產100架。
獵鹿犬指揮型
移除炮塔改為加裝無線通訊裝置。
- T17E2

獵鹿犬防空型(AA)
在T17E1裝上弗雷澤-納什（Frazer-Nash）雙聯裝白朗寧M2重機槍炮塔，共生產789架。
- T17E3

裝有75毫米M2/M3榴彈砲。

## 外部連結
- （英文）-二戰車輛介紹
- （英文）-armyvehicles.dk - 獵鹿犬Mk III（页面存档备份，存于）